# Stratfield Saye House

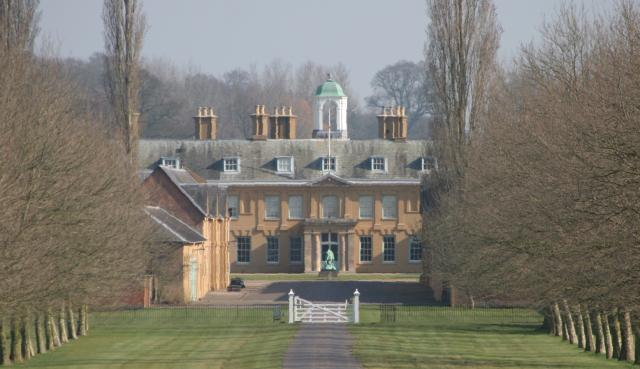
Fachada da Stratfield Saye House

Stratfield Saye House é uma grande mansão campestre localizada em Stratfield Saye, no nordeste de Hampshire, Inglaterra. Desde 1817 é a residência dos Duques de Wellington.

## História
A parte principal da casa foi construída por volta de 1630, por Sir William Pitt, controlador da Casa Real de Jaime I. No século XVIII, grandes modificações na casa e nos jardins foram feitas por George Pitt, 1° Barão Rivers.
A casa tornou-se propriedade da família Wellesley em 1817, quando foi adquirida por Arthur Wellesley, 1° Duque de Wellington. Ele originalmente planejava demoli-la e construir uma casa mais prestigiada, que ficaria conhecida como Palácio de Waterloo (em referência à Batalha de Waterloo). O Duque abandonou tais planos em 1821, porque se revelaram muito caros, e subseqüentemente fez numerosos melhoramentos e aumentou a construção existente.
O estábulo da propriedade contém agora a Exibição Wellington, que mostra a vida e os tempos do 1° Duque, bem como uma grande coleção de objetos militares.